# Samson and Delilah (film 2009)
Samson and Delilah è un film del 2009 diretto da Warwick Thornton, vincitore della Caméra d'or per la miglior opera prima al 62º Festival di Cannes.

## Trama
Samson e Delilah sono due quattordicenni che vivono in una comunità aborigena vicino ad Alice Springs, nell'Australia centrale. Samson è un ragazzo muto che vive in un rifugio fatiscente con la band di suo fratello che suona musica ska tutto il giorno proprio fuori dalla sua camera da letto. Samson che ha l'abitudine di annusare benzina, è interessato a Delilah, che vive con sua nonna, e le lancia un sasso fuori dal minimarket locale. Nonostante il beffardo incoraggiamento di sua nonna, Delilah non è interessata a lui. Samson trascorre così una giornata seguendo Delilah e tenta di andare a vivere con lei.
La nonna di Delilah muore e le vecchie donne incolpano la sua "negligenza" per la morte e la picchiano. Samson in un impeto di rabbia picchia suo fratello per zittire lui e la sua banda.
Samson ruba un'auto e porta Delilah ad Alice Springs, dove vivono sotto un ponte sul letto asciutto del fiume Todd. Gonzo, un senzatetto alcolizzato cronico che vive lì, li aiuta. Samson continua ad annusare benzina. Ad un certo punto, è così ubriaco che non si accorge quando Delilah viene portata da un gruppo di adolescenti bianchi in macchina. Viene violentata e picchiata, ma alla fine torna da Samson, che è privo di sensi. Anche lei comincia ad annusare benzina. Con Samson nuovamente stordito dalla benzina, stanno camminando lungo la strada e Delilah viene investita da un'auto. Quando alla fine Samson si riprende e si rende conto che è stata colpita, crede che sia morta e si taglia i capelli in segno di rispetto. Trascorre settimane seduto nella stessa posizione sotto il ponte annusando benzina come mezzo per superare la sua morte. Ritorna e salva Samson, ed entrambi vengono riportati al loro accampamento. Al loro arrivo, una delle donne anziane inizia a picchiare Samson per aver rubato l'unica macchina della comunità. Delilah decide di portare Samson in una zona appartata per la riabilitazione e per superare la sua abitudine di annusare benzina. Alla fine Samson smette di annusare benzina e col tempo Delilah riesce a riportarlo al suo stato originale.

## Riconoscimenti
- 2009 - Festival di Cannes
  - Caméra d'or